# 馬圖圖伊內區
26°20′38″S 32°40′30″E / 26.344°S 32.675°E

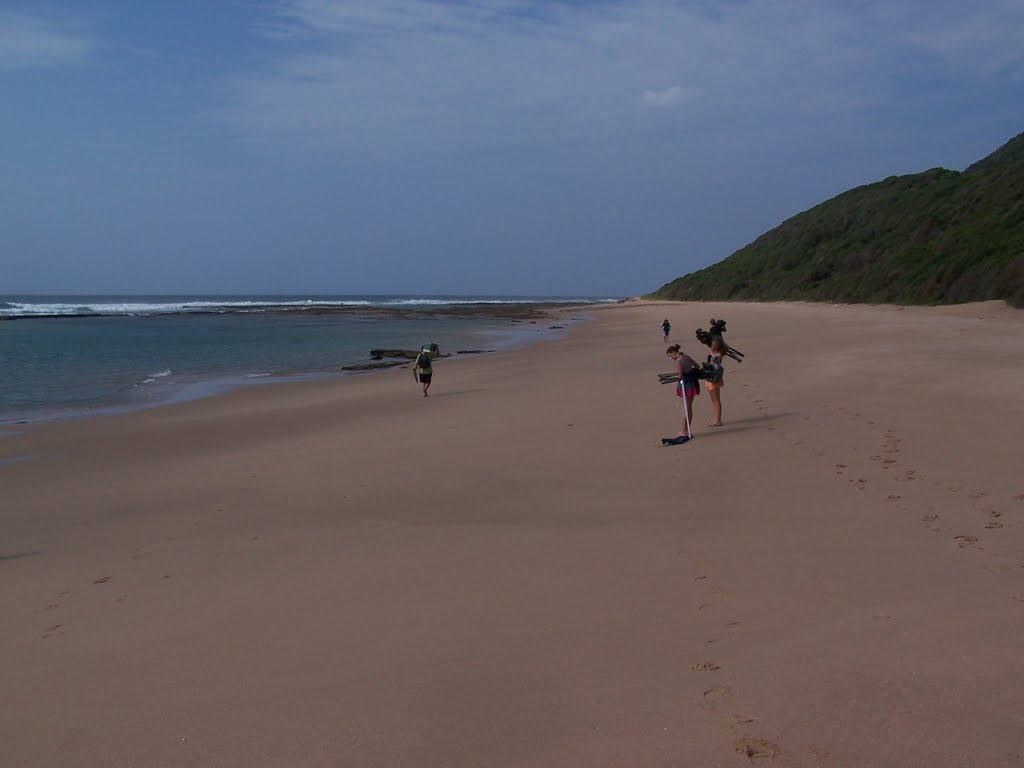

馬圖圖伊內區（葡萄牙語：Matutuíne），是莫桑比克的行政區，位於該國南部，由馬普托省負責管轄，首府設於貝拉維斯塔，面積5,387平方公里，2007年人口37,165，人口密度每平方公里6.9人。